# Lauren Harris
Lauren Harris, född 6 juli 1984 i London, är en brittisk rockmusiker och dotter till Steve Harris i Iron Maiden.
Harris har uppträtt som förband till Iron Maiden på turnén Somewhere Back in Time och även till Within Temptation på The Heart of Everything-turnén. Hon har uppträtt på Download Festival i Castle Donington och Dublin samt de tyska festivalerna Rock am Ring och Rock im Park.
I juni 2008 släpptes hennes första studioalbum Calm Before the Storm med hiten Steal Your Fire. Dock gavs inga av låtarna från albumet ut som singlar. Albumet producerades av Steve Harris och trummisen Tom McWilliams. Samma år uppträdde hon som förband till Iron Maiden på turnén Somewhere Back in Time i Stockholm den 16 juli och i Göteborg den 26 juli.
Den 1 januari 2009 släpptes hennes första singel Your Turn som digital nedladdning. Låten finns dock ännu inte med på något album.

## Kompmusiker
- Richie Faulkner – gitarr, bakgrundssång
- Randy Gregg – bas, bakgrundssång
- Tom McWilliams – trummor

## Diskografi

### Studioalbum
- Calm Before the Storm (2008)

### Singlar
- Your Turn (2009, endast digitalt)